# Logis des Éperons
Le logis des Éperons est un hôtel particulier située à Laval, dans le département de la Mayenne. Il est situé au 2, rue des Éperons à Laval. Il est construit au XVe siècle puis remanié au XVIe puis au XVIIIe siècle.

## Histoire
La famille de La Porte de Laval,  l'une des riches et notables familles de Laval demeurait au Logis des Éperons sous le règne de Henri IV. La dernière famille occupante connue du logis de Éperons est la famille Malin.
Cet hôtel particulier d’une surface habitable de 300 m2 environ fait l’objet d’une inscription au titre des monuments historiques depuis le 10 février 1987,. On y trouve une remarquable promenade sur les remparts, d’où l’on découvre une vue étendue sur la ville.